# Liste der Bodendenkmäler in Lage (Lippe)
Die Liste der Bodendenkmäler in Lage enthält die denkmalgeschützten unterirdischen baulichen Anlagen, Reste oberirdischer baulicher Anlagen, Zeugnisse tierischen und pflanzlichen Lebens und paläontologischen Reste auf dem Gebiet der Stadt Lage im Kreis Lippe in Nordrhein-Westfalen (Stand: August 2020). Diese Bodendenkmäler sind in Teil B der Denkmalliste der Stadt Lage eingetragen; Grundlage für die Aufnahme ist das Denkmalschutzgesetz Nordrhein-Westfalen (DSchG NRW).
| Bild           | Bezeichnung              | Lage                                                      | Beschreibung | Bauzeit | Eingetragen seit | Denkmal- nummer |
| -------------- | ------------------------ | --------------------------------------------------------- | ------------ | ------- | ---------------- | --------------- |
| weitere Bilder | „Alte Burg“              | Lage Friedrich-Petri-Straße 5 Karte                       |              |         |                  | 1               |
|                | Zwei Grabhügel           | Billinghausen Flur 7, Flurstück 10                        |              |         |                  | 2               |
|                | Grabhügel                | Billinghausen Flur 7, Teil von Flurstück 15               |              |         |                  | 3               |
|                | Grabhügel                | Hörste Flur 15, Teil von Flurstück 40                     |              |         |                  | 4               |
|                | Grabhügel                | Hörste Flur 15, Teil von Flurstück 41                     |              |         |                  | 5               |
|                | Grabhügel                | Hörste Flur 15, Teil von Flurstück 31                     |              |         |                  | 6               |
|                | Grabhügel                | Hörste Flur 7, Teil von Flurstück 134                     |              |         |                  | 7               |
|                | Grabhügel                | Hörste Flur 7, Flurstück 28                               |              |         |                  | 8               |
|                | Grabhügelgruppe          | Hörste Flur 8, Flurstück 15                               |              |         |                  | 9               |
|                | Grabhügel                | Hörste Flur 8, Flurstück 98                               |              |         |                  | 10              |
|                | Zwei Grabhügel           | Hörste Flur 7, Teil von Flurstück 121                     |              |         |                  | 11              |
|                | Grabhügel                | Hörste Flur 6, Teil von Flurstück 990                     |              |         |                  | 12              |
|                | Grabhügel                | Hörste Flur 6, Teil von Flurstück 997                     |              |         |                  | 13              |
|                | Grabhügel                | Hörste Flur 6, Flurstück 58 und Teile von 59              |              |         |                  | 14              |
|                | Grabhügel                | Hörste Flur 1, Flurstück 17                               |              |         |                  | 15              |
|                | Zwei Grabhügel           | Hörste Flur 1, Flurstück 13                               |              |         |                  | 16              |
|                | Zwei Grabhügel           | Kachtenhausen Flur 4, Teil von Flurstück 69               |              |         |                  | 17              |
|                | Grabhügel                | Kachtenhausen Flur 8, Teil von Flurstück 12               |              |         |                  | 18              |
|                | Grabhügel                | Kachtenhausen Flur 8, Teil von Flurstück 17               |              |         |                  | 19              |
|                | Grabhügel                | Kachtenhausen Flur 8, Teil von Flurstück 16               |              |         |                  | 20              |
|                | Zwei Grabhügel           | Kachtenhausen Flur 8, Teil von Flurstück 19               |              |         |                  | 21              |
|                | Grabhügel                | Billinghausen Flur 6, Teil von Flurstück 3                |              |         |                  | 22              |
|                | Grabhügel                | Hagen Flur 2, Flurstück 583                               |              |         |                  | 23              |
|                | Zwei Grabhügel           | Billinghausen Flur 7, Teil von Flur 6                     |              |         |                  | 24              |
|                | Siedlungsplatz           | Hörste/Billinghausen Flur 129,131/5,6                     |              |         |                  | 25              |
|                | Siedlungsplatz           | Hörste Flur 2, Flurstücke 75,76,119,121                   |              |         |                  | 26              |
|                | Siedlungsplatz           | Billinghausen Flur 9, Flurstück 53                        |              |         |                  | 27              |
|                | Siedlungsplatz           | Hörste Flur 7, Flurstücke 7 + 8                           |              |         |                  | 28              |
|                | Wegsperre                | Hörste Flur 8, Flurstück 43                               |              |         |                  | 29              |
|                | Siedlungsplatz           | Hörste Flur 6/14 Flurstück 57,58,1026,975,977,980, 854,34 |              |         |                  | 30              |
|                | Siedlungsplatz           | Hörste Flur 14, Flurstück 72,126,140,141,149              |              |         |                  | 31              |
| Wegsperre      | Wegsperre                | Hörste Flur 13, Flurstück 11 Karte                        |              |         |                  | 32              |
|                | Wegsperre                | Hörste Flur 14, Flurstück 53                              |              |         |                  | 33              |
|                | Flurrelikte              | Pottenhausen/Ohrsen Flur 3,4 Flurstücke 38,39,4,5,8,10    |              |         |                  | 34              |
|                | Flurrelikte              | Pottenhausen Flur 3, Flurstück 14,24                      |              |         |                  | 35              |
| weitere Bilder | Kultplatz Johannissteine | Lage Flurstücke 176,426 Karte                             |              |         |                  | 36              |
|                | Hohlweg                  | Lage Flur 15, Flurstücke 79+89                            |              |         |                  | 37              |